# 格利泽876b
格利泽876b是一颗位于宝瓶座、距离地球约15光年的系外行星，其母星为红矮星格利泽876，轨道周期为60.940地球日。科学家于1998年6月发现该行星，它是首颗被发现环绕红矮星运行的系外行星。格利泽876b位于格利泽876行星系的最外层。

## 发现
格利泽876b是由两只团队分别发现的，其中一支由傑佛瑞·馬西所领导（其观测数据来自凯克天文台和利克天文台），另外一支由泽维尔·佛希所领导（观测点为日内瓦天文台）。和大部分已知系外行星一样，科学家是通过探测由行星引起的恒星视向速度的变化来确定该行星的存在——也即通过探测格利泽876谱线的多普勒频移来发现该行星。

## 轨道和质量
格利泽876b和内层的另一颗行星格利泽876c处于1:2的轨道共振状态，这种状态导致两颗行星相互间强烈的引力作用，从而使得行星在轨道进动过程中，其轨道根数会发生快速变化。类似于太阳系中的行星，该行星的轨道离心率较低。其轨道长半轴仅0.207天文单位，小于水星至太阳的距离。但是由于格利泽876是一颗暗星，所以处于此位置上的格利泽876b已经接近于适居带的外缘。
由于视向速度法的局限性，科学家只能探测到格利泽876b的质量下限，其质量下限为木星质量的1.93倍。一般情况下，行星真实质量的计算须基于其轨道倾角，但在现有技术下则很难探测到行星的轨道倾角，因此通常无法得知系外行星的真实质量。不过就格利泽876b来说，由于该行星与内层行星处于1:2的共振状态，结合天体测量手段，科学家探测出了该行星的轨道倾角，并进一步得出其真实质量为2.64MJ。

## 物理特性
由于该行星的质量较大，因此它可能和格利泽876b一样是一颗并不拥有固体表面的类木行星。由于科学家只是间接探测到了该行星，因此它的各种物理特性，如半径、物质构成和表面温度都还不为人知。科学家预测，假如该行星拥有和木星类似的物质构成以及接近于化学平衡的环境，那么它的大气层将会是比较清澈的，不过在行星较冷的地区也可能存在着水蒸汽云。
格利泽876b位于格利泽876的适居带内，适居带即意味着在该区域内，一颗地球大小的行星表面可能会存在水分。尽管适居带内的类木行星上是否可能存在生命还是个未知数，但是环绕其运转的大型卫星表面则可能存在支撑生命的环境。科学家模拟的假定存在的大型卫星、行星及其中央恒星三者之间的潮汐引力效应模型表明在格利泽876b的附近有可能存在着这样的卫星。但是科学家还不确定最初这种卫星是否有可能形成。

## 延伸阅读
- Benedict, G. F.; et al.. . 天文物理期刊. December 2002, 581 (2): L115–L118  [2009-06-16]. doi:10.1086/346073. （原始内容存档于2018-08-09）.  (arXiv link （页面存档备份，存于）)